# Figliaro
Figliaro è uno dei due nuclei che formano il comune di Beregazzo con Figliaro: si trova a nordovest di Beregazzo, e contribuisce alla denominazione. Costituì un comune autonomo fino al 1757.

## Storia
Figliaro fu un antico comune del Milanese registrato agli atti del 1751 come un villaggio con istituzioni proprie, anche se da sempre il paesino intratteneva stretti rapporti con la vicina Beregazzo, fino a diventare la sede della parrocchia beregazzese dopo che, a fine Rinascimento, i rapporti demografici fra i due abitati si erano stabilmente invertiti. L'editto di riforma dell'amministrazione milanese emanato nel 1757 dall'imperatrice Maria Teresa creò dunque un'unica amministrazione comunale fra due località già da tempo così organicamente correlate.